# بلوكتشين دوت كوم
بلوكتشين دوت كوم (بالإنجليزية: Blockchain.com) المعروف سابقًا باسم (بلوكتشين دوت إنفوا) هي خدمة مستكشف بلوكتشين للعملات المشفرة ، بالإضافة إلى محفظة للعملات المشفرة وتبادل العملات المشفرة التي تدعم بيتكوين وبيتكوين كاش وإيثريوم. كما أنها توفر مخططات بيانات وإحصائيات ومعلومات السوق الخاصة بالبيتكوين.

## تاريخ
بدأ بلوكتشين دوت كوم حياته باسم بلوكتشين دوت إنفوا. بحلول نهاية عام 2013 ، نما موقعه الإلكتروني المسمى باسمه ليصبح أكثر مواقع بيتكوين شعبية مع أكثر من 3 ملايين زائر فريد في نوفمبر 2013 وحده. بحلول نهاية شهر نوفمبر ، كان مزود المحفظة الأكثر شهرة حيث سجل 800000 محفظة على الموقع. ذكرت شركة بلوكتشين. على موقعها الإلكتروني أنها أنشأت أكثر من 28 مليون محفظة للعملات المشفرة تم من خلالها التعامل مع أكثر من 200 مليار دولار من العملات المشفرة.
في جولات التمويل الرئيسية في عامي 2014 و 2017 ، جمع موقع بلوكتشين دوت كوم أكثر من 70 مليون دولار. ذكرت بلوكتشين دوت كوم في يونيو 2017 أن ريتشارد برانسون ، رجل الأعمال البريطاني الذي استثمر في أسواق العملات المشفرة منذ عام 2014 على الأقل ، قد شارك في جولة تمويل ثانية بقيمة 40 مليون دولار.
نشر موقع بلوكتشين دوت كوم على موقعه الإلكتروني أنه في 27 يونيو 2019 ، وصل إلى مرحلة بارزة بإصدار محفظته رقم 40 مليون.
في فبراير 2021 ، جمع موقع بلوكتشين دوت كوم 120 مليون دولار من تمويل رأس المال الاستثماري ، مما رفع تقييمه الخاص إلى أكثر من 3 مليارات دولار. تضمنت الجولة مستثمرين مثل الفابيتز جي في ، المعروفة سابقًا باسم مشاريع جوجل ، ولايت سبيد ، ومشاريع مور الاستراتيجية ، ومدير صندوق التحوط جيه كايل باس ، و اكسسيس اندستريز ، وروفيدا ادفايزور ، و لايك ستار ، و إيلدريج . قال بيتر سميث ، الرئيس التنفيذي لشركة بلوكتشين دوت كوم ، إن الشركة لم تكن بحاجة إلى جمع الأموال ، ولكنها أرادت عقد صفقة لتعزيز أعمالها المؤسسية. عندما سُئل عما إذا كانت الشركة تخطط لإطلاق طرح عام أولي (IPO) ، قال سميث إنه ومجلس إدارة الشركة «يدرسون جميع الخيارات الاستراتيجية».

## منتجات وخدمات
- حوسبة سحابية
- خدمات التداول خارج البورصة
- منصة تداول العملات المشفرة
- إير دروب.
- صندوق رأس المال الاستثماري
- الإقراض بالدولار
- حسابات الفائدة